# توماس سورنسن
توماس سورنسن (انگلیسی: Thomas Sørensen؛ زادهٔ ۱۲ ژوئن ۱۹۷۶) یک بازیکن فوتبال بازنشسته اهل دانمارک است.
وی همچنین در تیم ملی فوتبال دانمارک بازی کرده‌است.